# Лесосибирский речной порт
АО «Лесосибирский порт» — дочернее акционерное общество АО «Енисейское речное пароходство». Порт расположен в городе Лесосибирске на левом берегу Енисея. Основная функция предприятия в структуре холдинга — обработка грузопотоков в бассейне Среднего Енисея и Нижнего Приангарья, в том числе в рамках Северного завоза.

## Географическое положение
Лесосибирский порт является одним из составляющих элементов Лесосибирского транспортного узла. Расположен на Енисее в 40 км ниже впадения Ангары: здесь заканчивается сложный для прохождения судов участок Енисея.
Также как и сам Лесосибирск, порт имеет выгодное географическое положение, расположившись на пересечении трёх важных магистралей:
- Енисейский тракт до Красноярска даёт выход на федеральную трассу «Байкал»;
- железнодорожная ветка Ачинск—Лесосибирск, выходящая на Транссибирскую магистраль;
- река Енисей даёт выход на Северный морской путь[2].

## История
В 1955—1966 годах была построена железнодорожная ветка Ачинск — Лесосибирск, выходящая к берегам Енисея.
Вскоре для нужд Норильского горно-металлургического комбината началось проектирование речного порта. Проект разрабатывал НИИ «Ленгипроречтранс».
В 1969 году на левом берегу Енисея, возле железной дороги был выделен земельный участок. Место было выбрано в 40 км ниже от впадения его основного притока — реки Ангары.
В 1970 году началось строительство порта на базе пристаней «Маклаково» и «Енисейск». В конце 1974 года государственная комиссия приняла первую очередь строящегося предприятия — пятую часть нынешней причальной стенки. 15 января 1975 года приказом Министерства речного флота был образован Лесосибирский речной порт. Весной прибыл первый железнодорожный состав с клинкером из Ачинска, который был перегружен на судно «Енисейск» и отправлен в Дудинку. А далее снова железнодорожным транспортом в Норильск. Доставка грузов по маршруту Ачинск — Лесосибирск — Дудинка — Норильск позволяла экономить около млн рублей в год.
Другим направлением стал экспорт пиломатериалов из Лесосибирска по Северному морскому пути в Европу, что позволило успешно развивать лесную промышленность в Красноярском крае.
В 1980 году Лесосибирский порт вышел на свою проектную мощность в 1 млн 40 тыс. тонн груза.
В 1993 году произошло акционирование предприятия. В 1999 году на основании постановления администрации города Лесосибирска ДАО «Лесосибирский порт» преобразовано в ОАО «Лесосибирский порт». В 2002 году Лесосибирский порт в составе ОАО «Енисейское речное пароходство» вошёл в структуру дочерних предприятий «Горно-металлургического комбината „Норильский никель“».
В 2003 году построен нефтеналивной причал.

## Современное состояние
Лесосибирский порт — второй по мощности в Енисейском бассейне, является крупнейшим перевалочным пунктом по переработке грузов, следующих для районов Крайнего Севера и местной клиентуры. Пропускная способность порта составляет 1,2 млн тонн в год. Нефтеналивной причал позволяет перерабатывать 40 тыс. тонн дизельного топлива в год и 5 тыс. тонн масла. Услугами компании «Лесосибирский порт» пользуется более 20 предприятий.
Предприятие осуществляет погрузочно-разгрузочные работы, включая нефтепродукты, хранение и накопление всех видов грузов, перевозку грузов речными судами, судоремонт, строительство и эксплуатация объектов гидросооружений, производство тральных и дноуглубительных работ. Подъездные автомобильные и железнодорожные пути позволяют производить перевалку грузов на автомобильный, железнодорожный и водный транспорт. Открытые площадки позволяют разместить 500 тысяч тонн грузов, благодаря им перевалка осуществляется круглогодично. В межнавигационный период продолжается перевалка на железнодорожный и автомобильный транспорт грузов, накопленных за период навигации. Ближе к весне начинается накопление грузов к новой навигации.
В собственности Лесосибирского порта находятся 21 портальный кран, 2 козловых крана, 16 единиц самоходного флота, в том числе буксировщики, рейдо-маневровые суда и вспомогательный флот, 5 и 16-тонные плавкраны, которые многие годы начинают навигацию одними из первых на реке, уходя на притоки Енисея. Лесосибирский порт имеет 6 причалов общей протяжённостью 660 метров для обработки сухогрузов.
Дальнейшие перспективы связаны с развитием добывающей отрасли Нижнего Приангарья, а также с началом промышленного освоения нефтегазовых месторождений северных территорий Красноярского края.